# Jacques-Louis Lions
Jacques-Louis Lions (3. května 1928, Grasse – 17. května 2001, Paříž) byl francouzský matematik, který mimo jiné významně přispěl k rozvoji teorie parciálních diferenciálních rovnic a stochastických procesů. V roce 1986 obdržel cenu Johna von Neumanna organizace SIAM. Jedná se o autora nebo spoluautora 20 vědeckých knih a téměř 600 článků.

## Životopis
Narodil se a vyrůstal v Grasse, malém městečku na jihu Francie, kde byl jeho otec starostou téměř 30 let. Za války byl aktivní v francouzském hnutí Résistance, kde se také seznámil se svou budoucí ženou Andrée. Po válce Lions studoval na École Normale Supérieure a doktorát skládal na Centre National de la Recherche Scientifique (CNRS), kde pracoval pod vedením Laurenta Schwartze, v té době již držitele Fieldsovy medaile. Ve své doktorské práci se věnoval lineárním eliptickým parciálním diferenciálním rovnicím.
Po studiích pracoval na univerzitě v Nancy, Pařížské univerzitě, posléze také na prestižních École Polytechnique a Collège de France. Věnoval se mnoha různým partiím analýzy parciálních diferenciálních rovnic, mezi jeho nejslavnější výsledky patří důkaz jednoznačnosti slabého řešení Navierových–Stokesových rovnic ve dvou dimenzích, přispěl také ke zjednodušení Hopfova důkazu existence slabých řešení.
Spolupráce s Johnem von Neumannem ho přiměla ke studiu numerické analýzy parciálních diferenciálních rovnic a vývoji numerických metod pro jejich řešení, speciálně metody konečných prvků. Mimo to se však stále věnoval i teoretické analýze, například v oboru variačních nerovnic. Později se věnoval také stochastickým rovnicím a teorii optimálního řízení.
V průběhu celé své kariéry kladl důraz na používání matematiky v energetice a průmyslu. V letech 1984–1992 stál v čele francouzského vesmírného programu jako ředitel Centre National d'Etudes Spatiales (CNES). Lions byl zvolen prezidentem Mezinárodní Matematické Unie v roce 1991 a obdržel cenu Japonska v témže roce. V roce 1992 mu Univerzita v Houstonu udělila čestný doktorát. V roce 1996 se stal prezidentem Francouzské Akademie Věd.
Jeho syn Pierre-Louis Lions je také světoznámým matematikem, obdržel v roce 1994 Fieldsovu medaili.